# Sint-Antoniuskapel (Rodendries)

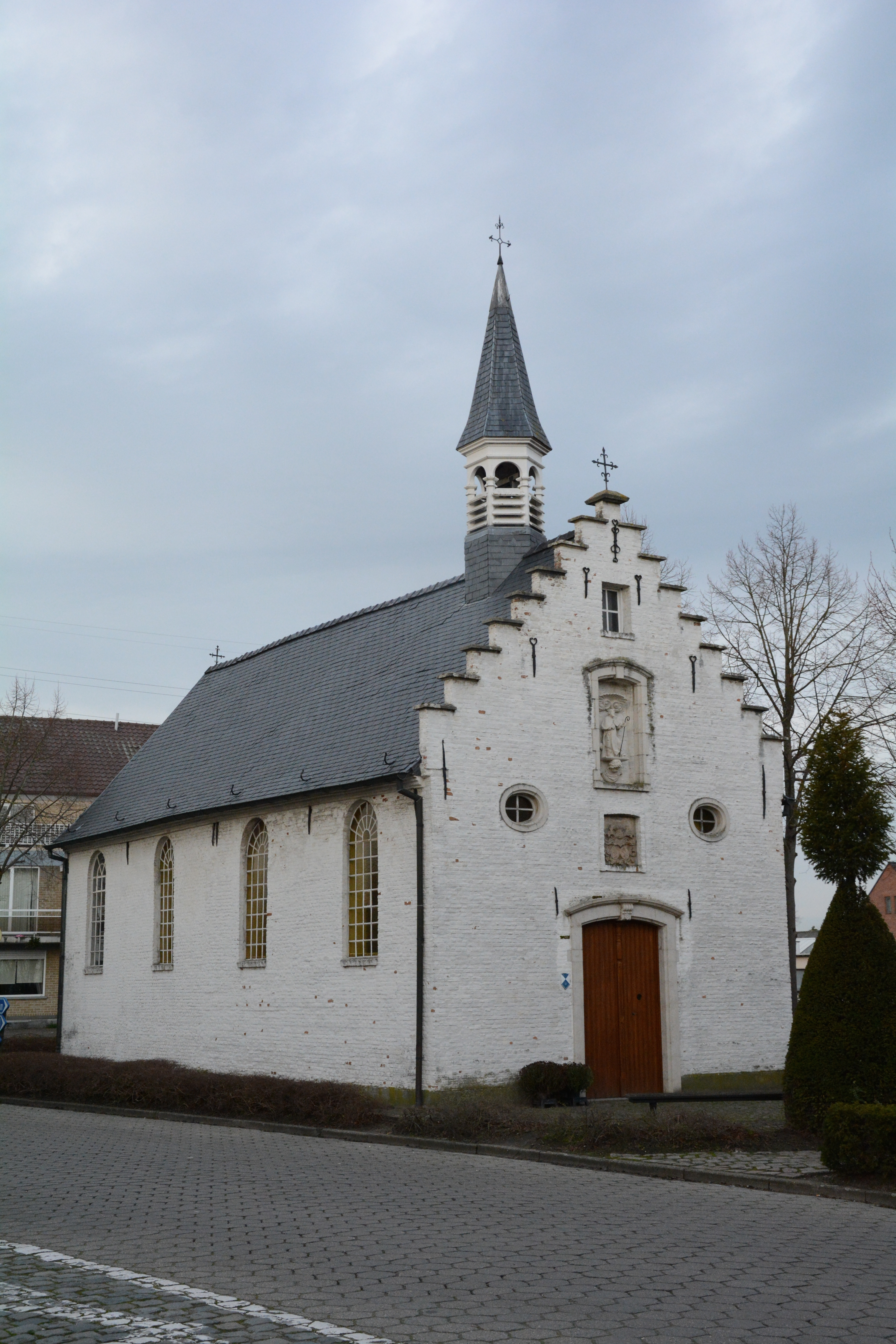
Sint-Antoniuskapel

De Sint-Antoniuskapel is een kapel in het tot de Oost-Vlaamse gemeente Waasmunster behorende gehucht Rodendries.

## Geschiedenis
De kapel werd in 1628 gesticht door Philips van der Haeghen en Maria de Neve, heer en vrouwe van Roden uit dank voor de genezing van hun dochtertje. De kerk was gewijd aan Sint-Antonius Abt.
Spoedig werd de kapel een bedevaartoord. Vanaf 1634 mochten er jaarlijks vier Missen worden opgedragen. Tot 1949 was de kapel bezit van de familie de Neve, en daarna kwam hij aan de parochie van Waasmunster.
De oorspronkelijke kapel was veel kleiner dan de huidige, mat twee traveeën en had een vrijwel vierkante plattegrond. In de loop van de 18e en begin 19e eeuw werd de kapel vergroot.

## Gebouw
Het betreft een eenbeukige kapel op rechthoekige plattegrond. De voorgevel heeft een trapgevel en een nis met een Sint-Antoniusbeeld. Ook vindt men boven de toegangsdeur het alliantiewapen van de families van der Haeghen en de Neve. Vroeger konden leden van de familie de Neve via een zijingang de kapel betreden. Deze is later dichtgemetseld. Op het dak bevindt zich een dakruiter.

## Interieur
Mogelijk uit het eerste kwart van de 18e eeuw is een gepolychromeerd Sint-Antoniusbeeld. In de 19e eeuw werd er een beeld van Antonius van Padua aan toegevoegd. Het gepolychromeerd houten portiekaltaar is van 1723.